# Amblyopsis
Genre
Amblyopsis est un genre de poisson aveugle de la famille des Amblyopsidae. Ses deux espèces vivent uniquement dans des caves et grottes (cavernicole) aux États-Unis d'où leurs noms américains Northern cavefish et Ozark cavefish traduisibles par poisson cavernicole.

## Liste d'espèces
Selon FishBase et ITIS :
- Amblyopsis rosae (Eigenmann, 1898)
- Amblyopsis spelaea DeKay, 1842